# 카사파
카사파(스페인어: Caazapá)는 파라과이의 도시로 카사파 주의 주도이며 면적은 944km2, 높이는 155m, 인구는 23,996명(2008년 기준)이다. 도시가 설립된 시기는 1607년이다. 도시 이름은 과라니어로 "숲 뒤에"를 뜻한다.